# Giulio Cabianca
Giulio Cabianca (Verona, 1923. február 19. – Modena, 1961. június 15.) olasz autóversenyző. Azon 51 versenyző egyike, akik Formula–1-es autóban veszítették életüket. 33 haláleset történt nagydíjhétvége során, további 18-an hunytak el tesztelésen vagy bajnokságon kívüli Formula–1-es versenyen.

## Pályafutása
1951-ben az 1100 köbcentiméteres, 1952-ben az 1500 köbcentiméteres, 1958-ban a GT kategóriában lett olasz bajnok. A Targa Florión és Mille Miglián kategóriagyőzelmet szerzett, abszolút értékelésben megnyerte a Giro di Calabria, Coppa della Dolomiti versenyeket és Nápolyi Nagydíjat, Olaszországon kívüli eredményeit pedig a paui Formula–2-es futamon szerzett harmadik helyezés fémjelzi. Eredményei láttán Enzo Ferrari sportautó-csapatába igazolta őt 1959-ben, Messinában második, a Targo Florión negyedik helyet szerzett a vörös istállóval.
A Formula–1-ben az 1958-as monacói nagydíjon egy Formula–2-es autóval indult, de nem tudta magát kvalifikálni a versenyre. Az olasz nagydíjon motorhiba miatt esett ki. A következő évi olasz versenyen nyolc kör hátrányban a tizenötödik helyen ért célba egy privát Maseratival. Utolsó Formula–1-es versenyén az 1960-as olasz nagydíjon amelyet a nagy brit csapatok, a BRM, Cooper és Lotus bojkottáltak, a gyári Ferrarik és Porschék közé beékelődve negyedik helyről indulhatott, és bár két kör hátrányban, de ugyanebben a pozícióban ért célba. Ezt a versenyt a Scuderia Castellotti csapat színeiben teljesítette, amelyet az 1957-ben elhunyt Eugenio Castellotti emlékére hoztak létre.
1961 közepén a Mille Miglián elért második hely került a dicsőséglistájára, és a Scuderia Castellottival arra készült, hogy újra a Formula–1-ben induljon. A 38 éves versenyző június 15-én a modenai aszfaltcsíkon tesztelte a Cooper-Ferrarit. Az 1959-ben bajnoki címet nyert Cooper T51-es autóba egy Ferrari Tipo 533, 2 literes motort szereltek bele. Rá is volt írva a motorra, hogy Castellotti. Mivel az Aeroautodromo di Modenán versenyzőiskola is működött, eleinte lassú tempóban körözgetett, és csak késő délután gyorsított, mikor a tanoncok távoztak. A kilencedik körében valószínűleg az autó sebességváltója hibásodott meg, Cabianca nem tudta a Coopert megfékezni. Hogy elkerülje az ütközést, egyenesen a pálya kapuja felé vette az irányt, amely épp nyitva állt. A pillanat hevében született, meggondolatlan döntés volt. A kapu ugyanis egyenesen a Via Emiliára, Észak-Olaszország egyik legforgalmasabb útjára nyílt. Az autó először egy nézőt talált el, aki a pályát figyelte, majd egy biciklivel, egy motorral, egy kisteherautóval és három parkoló kocsival ütközött. A motor és a kisteherautó sofőrje azonnal életét veszítette. A kisteherautó súlyos fémtömböket szállított, egyikük lerepült a járműről, ez ölte meg a kerékpárost. A néző súlyosan sérült, de életben maradt. Cabianca autóját egy szemközti üzlet fala állította meg. A versenyzőt eszméleténél találták, és a közeli kórházba szállították, ahol néhány órán belül elhunyt.

## Eredményei

### Teljes Formula–1-es eredménylistája
(Táblázat értelmezése)

(Félkövér: pole-pozícióból indult; dőlt: leggyorsabb kört futott) 

| Év   | Csapat               | Modell        | Motor               | 1   | 2       | 3   | 4   | 5   | 6   | 7   | 8      | 9     | 10     | 11  | Helyezés | Pont |
| ---- | -------------------- | ------------- | ------------------- | --- | ------- | --- | --- | --- | --- | --- | ------ | ----- | ------ | --- | -------- | ---- |
| 1958 | O.S.C.A. Automobil   | O.S.C.A. (F2) | O.S.C.A. Straight-4 | ARG | MON DNQ | NED | 500 | BEL | FRA | GBR | GER    | POR   |        |     | NC       | 0    |
| 1958 | Jo Bonnier           | Maserati 250F | Maserati Straight-6 |     |         |     |     |     |     |     |        |       | ITA Ki | MOR | NC       | 0    |
| 1959 | Ottorino Volonterio  | Maserati 250F | Maserati Straight-6 | MON | 500     | NED | FRA | GBR | GER | POR | ITA 15 | USA   |        |     | NC       | 0    |
| 1960 | Scuderia Castellotti | Cooper T51    | Ferrari Straight-4  | ARG | MON     | 500 | NED | BEL | FRA | GBR | POR    | ITA 4 | USA    |     | 19.      | 3    |

### Le Mans-i 24 órás autóverseny
| Év   | Csapat           | Autó              | Csapattárs        | Helyezés |
| ---- | ---------------- | ----------------- | ----------------- | -------- |
| 1955 | Edgar Fronterras | Osca MT4 1500     | Giuseppe Scorbati | 11.      |
| 1959 | Scuderia Ferrari | Ferrari Dino 196S | Giorgio Scarlatti | Kiesett  |